# Ain Tazitounte
Ain Tazitounte (franska: Ain Tazitounte (CR), Ain Tazitounte (Commune Rurale), arabiska: افلا يسن) är en kommun i Marocko.   Den ligger i provinsen Chichaoua och regionen Marrakech-Safi, i den centrala delen av landet, 400 km sydväst om huvudstaden Rabat. Antalet invånare är 5 947.